# Влодзімеж Зонн
Влодзімеж Зонн (пол. Włodzimierz Zonn; 14 листопада 1905 — 28 лютого 1975) — польський астроном.

## Біографічні відомості
Родився у Вільно (нині Вільнюс, Литва). У 1931 році закінчив Вільнюський університет Стефана Баторія. До 1938 року працював в обсерваторії цього університету, упродовж 1938—1939 років — в обсерваторії Варшавського університету на горі Піп Іван (Карпати). Під час другої світової війни був призваний до армії, потрапив у полон і був інтернований. Повернувшись до Варшави в 1945 році, відновив роботу у Варшавському університеті (викладав астрономію, з 1953 року завідував кафедрою астрономії, з 1962 року — професор, з 1950 року — директор обсерваторії університету).
Наукові праці присвячені астрофотометріі і зоряній астрономії. Виконав низку досліджень з фотографічної фотометрії змінних зір, головним чином цефеїд і затемнених. Детально вивчив затемнену систему CO Ящірки, визначив ексцентриситет орбіти і фотометричні параметри системи, відкрив зміщення лінії апсид. Вивчав зміни блиску астероїда Ерос. Отримав серію спектрограм цефеїди δ Цефея і виконав аналіз змін її променевої швидкості. На підставі підрахунку галактик по каталогу Е. Б. Гольмберга оцінив частку подвійних і кратних галактик у Метагалактиці, досліджував рухи в сферичних скупчення галактик і показав нестабільність деяких з цих систем. У 1936 році брав участь в експедиції до Греції для спостереження повного сонячного затемнення.
Автор підручників із загальної астрономії (1946) і загальної астрофізики (1955), монографії «Зоряна астрономія» (спільно з К. Рудницьким, 1957; рос. пер. 1959), науково-популярної книги «Галактики і квазари» (1975, рос. пер. 1978).
Голова Астрономічного комітету Польської АН (1962—1972). Неодноразово обирався президентом Польського астрономічного товариства.